# Holochlora brevifissa
Holochlora brevifissa är en insektsart som beskrevs av Brunner von Wattenwyl 1878. Holochlora brevifissa ingår i släktet Holochlora och familjen vårtbitare. Inga underarter finns listade i Catalogue of Life.